# Lumsden, Newfoundland och Labrador
Lumsden är en ort i Kanada. Den är belägen i provinsen Newfoundland och Labrador, i den östra delen av landet, 1 700 km öster om huvudstaden Ottawa. Lumsden ligger 6 meter över havet och antalet invånare är 533.
Terrängen runt Lumsden är platt. Havet är nära Lumsden åt nordost. Runt Lumsden är det glesbefolkat, med 12 invånare per kvadratkilometer.. Närmaste större samhälle är New-Wes-Valley, 16,8 km söder om Lumsden. 
I omgivningarna runt Lumsden växer i huvudsak blandskog. Inlandsklimat råder i trakten. Årsmedeltemperaturen i trakten är 1 °C. Den varmaste månaden är augusti, då medeltemperaturen är 17 °C, och den kallaste är mars, med −10 °C. Genomsnittlig årsnederbörd är 1 241 millimeter. Den regnigaste månaden är augusti, med i genomsnitt 137 mm nederbörd, och den torraste är maj, med 69 mm nederbörd.